# Рамзак, Роберт
Роберт Рамзак (нем. Robert Ramsak; родился 28 октября 2006) — немецкий футболист, нападающий клуба «РБ Лейпциг».

## Клубная карьера
Воспитанник футбольной академии «Баварии».

## Карьера в сборной
Выступал за сборные Германии до 16 и до 17 лет.
В 2023 году в составе сборной Германии до 17 лет принял участие в чемпионате Европы в Венгрии, в котором немцы одержали победу. Забил на турнире четыре гола: два — в матче против Португалии, гол в ворота Франции и гол в ворота Польши.

## Достижения
- Чемпион Европы до 17 лет: 2023
- Чемпион мира до 17 лет: 2023